# Passage to Marseille
Passage to Marseille, cunoscut și sub titlul Message to Marseille, este un film american de război din 1944 regizat de Michael Curtiz. Filmul a fost regizat de MIchael Curtiz în baza unui scenariu de Casey Robinson⁠(d) și Jack Moffitt, acesta fiind la rândul său inspirat de romanul Sans Patrie al scriitorilor Charles Nordhoff⁠(d) și James Norman Hall⁠(d). Coloana sonoră a fost realizată de Max Steiner, iar cinematografia de James Wong Howe⁠(d).
Passage to Marseille este unul dintre puținele filme care utilizează un flashback în cadrul altui flashback, urmând astfel structura narativă a romanului. Scena din introducere prezintă o bază aeriană engleză din timpul celui de-Al Doilea Război Mondial. Căpitanul Freycinet îi spune unui jurnalist povestea piloților francezi staționați acolo. Al doilea flashback este la închisoarea franceză din Cayenne, Guyana Franceză, în timp ce al treilea flashback prezintă momentul în care protagonistului Matrac, un editor de ziar, îi este înscenată o crimă pentru a-l reduce la tăcere.

## Rezumat
În 1942, jurnalistul Manning sosește la o bază aeriană engleză pentru a discuta cu francezii liberi⁠(d) care luptă împotriva germanilor. Împreună cu căpitanul Freycinet, urmărește cum echipajele franceze ale bombardierelor se pregătesc pentru un raid. Jurnalistul este interesat de tunarul Jean Matrac, iar Freycinet îi dezvăluie povestea acestuia:
Cu doi ani mai devreme, chiar înainte de înfrângerea Franței de către forțele germane, cinci condamnați evadați de pe Insula Diavolului sunt descoperiți într-o canoe mică în Marea Caraibelor de vaporul⁠(d) Ville de Nancy. Acești cinci bărbați - Marius, Garou, Petit, Renault și Matrac - sunt salvați și ajung la bordul navei franceze aflate sub comanda căpitanul Malo. Mai târziu, când sunt confruntați de căpitanul Freycinet, cei cinci mărturisesc că sunt condamnați evadați din închisoarea franceză din Cayenne. Aceștia au fost recrutați de Grandpère, un fost deținut patriotic, pentru a lupta pentru țara natală. În același timp, bărbații i-au povestit lui Grandpère necazurile lui Matrac în Franța antebelică în încercarea de a-l convinge pe bătrân să-l numească lider pe Matrac. Un editor de ziar hotărât, Matrac s-a opus Acordului de la München și i-a fost înscenată o crimă pentru a fi redus la tăcere.
În momentul în care Ville de Nancy se apropie de portul Marsilia, Franța se predă Germaniei Naziste și este înființat guvernul colaboraționist de la Vichy. La aflarea acestei vești, căpitanul decide în secret să nu livreze marfa sa valoroasă germanilor. Maiorul Duval, simpatizant al guvernului Vichy, încearcă să preia conducerea vaporului, însă este împiedicat cu ajutorul condamnaților. Odată ajunși în Anglia, aceștia se alătură escadronului de bombardiere al Forțelor Franceze Libere.
În timp ce Freycinet își încheie povestea, escadronul se întoarce din misiunea sa din Franța. Bombardierul Renault întârzie, deoarece lui Matrac i s-a permis să arunce o scrisoare peste casa familiei sale după fiecare misiune înainte de a reveni la bază. Soția sa Paula și fiul lor locuiesc în teritoriile franceze aflate sub ocupație germană. În cele din urmă, bombardierul Renault aterizează. Acesta a suferit daune severe, iar Matrac a fost ucis. La înmormântarea lui Matrac, Freycinet citește cu voce tare ultima sa scrisoare destinată fiului său și promite că acesta va fi livrată.

## Distribuție
- Humphrey Bogart - Jean Matrac
- Claude Rains - Captain Freycinet
- Michèle Morgan - Paula Matrac
- Philip Dorn - Renault
- Sydney Greenstreet - maiorul Duval
- Peter Lorre - Marius
- George Tobias - Petit
- Helmut Dantine - Garou
- John Loder⁠(d)- Manning
- Victor Francen⁠(d) - căpitanul Patain Malo
- Vladimir Sokoloff - Grandpère
- Eduardo Ciannelli - inginerul șef
- Corinna Mura - cântăreață
- Konstantin Shayne - 1st Mate (nemenționat)[4]
- Stephen Richards - Lt. Hastings (nemenționat)
- Charles La Torre - Lt. Lenoir (nemenționat)
- Hans Conried - Jourdain (nemenționat)
- Monte Blue - 2nd Mate (nemenționat)
- Billy Roy - Mess Boy (nemenționat)
- Frederick Brunn - Bijou (nemenționat)
- Louis Mercier - 2nd Engineer (nemenționat)